# Lentille de contact bionique

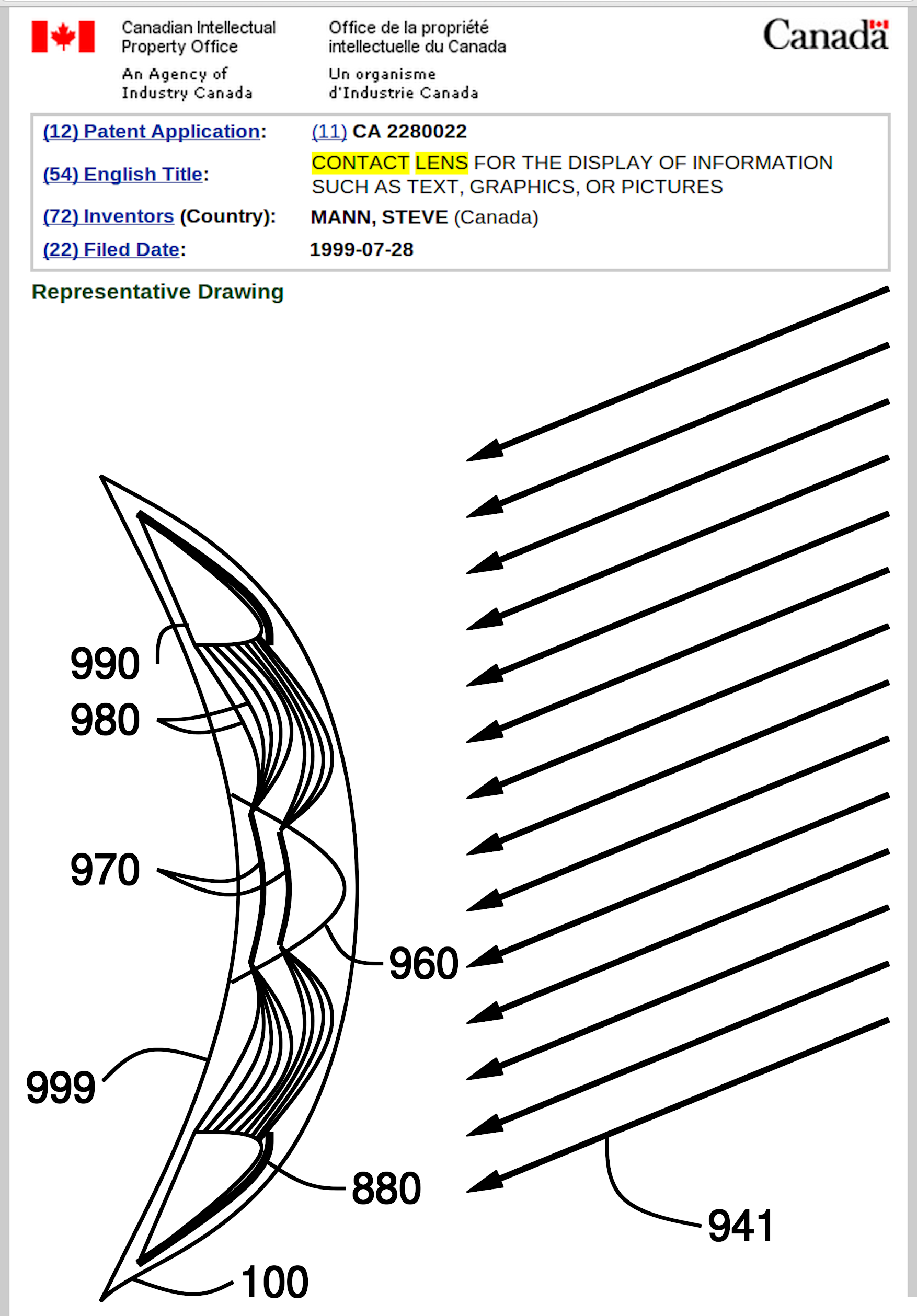
Ceci est un dessin que j'ai fait de mon invention d'affichage de lentilles de contact que j'ai déposée dans le cadre de la demande de brevet canadien 2280022

Les lentilles de contact bionique sont développées dans le but de promouvoir une ou plusieurs actions optiques virtuelles multi-usages dans l'industrie du jeu vidéo. Ce type de lentille est une lentille de contact classique dans laquelle un circuit électronique transparent y a été inclus. La lentille possède éventuellement des lumières infrarouges. 
Babak Parviz, un assistant professeur en ingénierie électrique de l'Université de Washington aux États-Unis explique « Ce que nous avons fait, c'est réaliser quelques dispositifs très petits, que l'on peut incorporer dans une lentille, pour améliorer la vision ».

## Manufacture
Les lentilles requièrent des matériaux organiques qui sont biologiquement sécurisés ainsi que des matériaux non-organiques pour les circuits électroniques. Ces circuits électroniques sont sous forme d'un motif métallique, épais de seulement quelques nanomètres. Les diodes, formant l'écran miniature, au centre du circuit, occupent un carré d'un tiers de millimètre de côté.